# Salt Falcons
Els Falcons de Salt o Salt Falcons són un club català de futbol americà de la ciutat de Salt. Fundat l'any 1989, el seu fundador va ser Joan Coderch, professor de l'institut de Salt.

## Palmarès
- 1 Campionat RFL: 1993